# Айнак
Айна́к — населённый пункт (тип: станция) в Алтайском крае России. Входит в городской округ город Славгород.

## География
Расположен на северо-западе края в центральной части Кулундинской равнины, у станции Айнак на линии Кулунда — Татарск Западно-Алтайского хода Западно-Сибирской железной дороги, в 27 км к северо-западу от города Славгорода, у административной границы с Бурлинским районом.
Климат
резко континентальный. Средняя температура января −18,9 °C, июля +20,8 °C. Количество атмосферных осадков — 250—290 мм.

## История
Основан в 1916 году как разъезд Томской железной дороги. В 1928 году разъезд Айнак состоял из 26 хозяйств, находился в составе Бурлинского сельсовета Славгородского района Славгородского округа Сибирского края.
Именование Айнак получил в 2009 году Постановлением Правительства Российской Федерации от 20.08.2009 № 685.

## Население
| 2010 | 2011 | 2012 | 2013 |
| ---- | ---- | ---- | ---- |
| 11   | ↗12  | ↘9   | →9   |

Гендерный состав
В 1928 году проживало 70 человек, из них 35 мужчин и 35 женщин.
Национальный состав
В 1928 году основное население — русские.

## Инфраструктура
Путевое хозяйство Западно-Сибирской железной дороги.
Социальные услуги жители получают в ближайших населённых пунктах.

## Транспорт
Посёлок при станции доступен автомобильным и железнодорожным транспортом.
Проходит автодорога регионального значения «Змеиногорск — Рубцовск — Волчиха — Михайловское — Кулунда — Бурла — граница Новосибирской области» (идентификационный номер 01 ОП РЗ 01К-03).